# Klewan
Klewan (ukrainisch und russisch Клевань; polnisch Klewań) ist eine Siedlung städtischen Typs am Fluss Stubaska (Стубазка) in der Oblast Riwne im Nordwesten der Ukraine mit etwa 7500 Einwohnern.

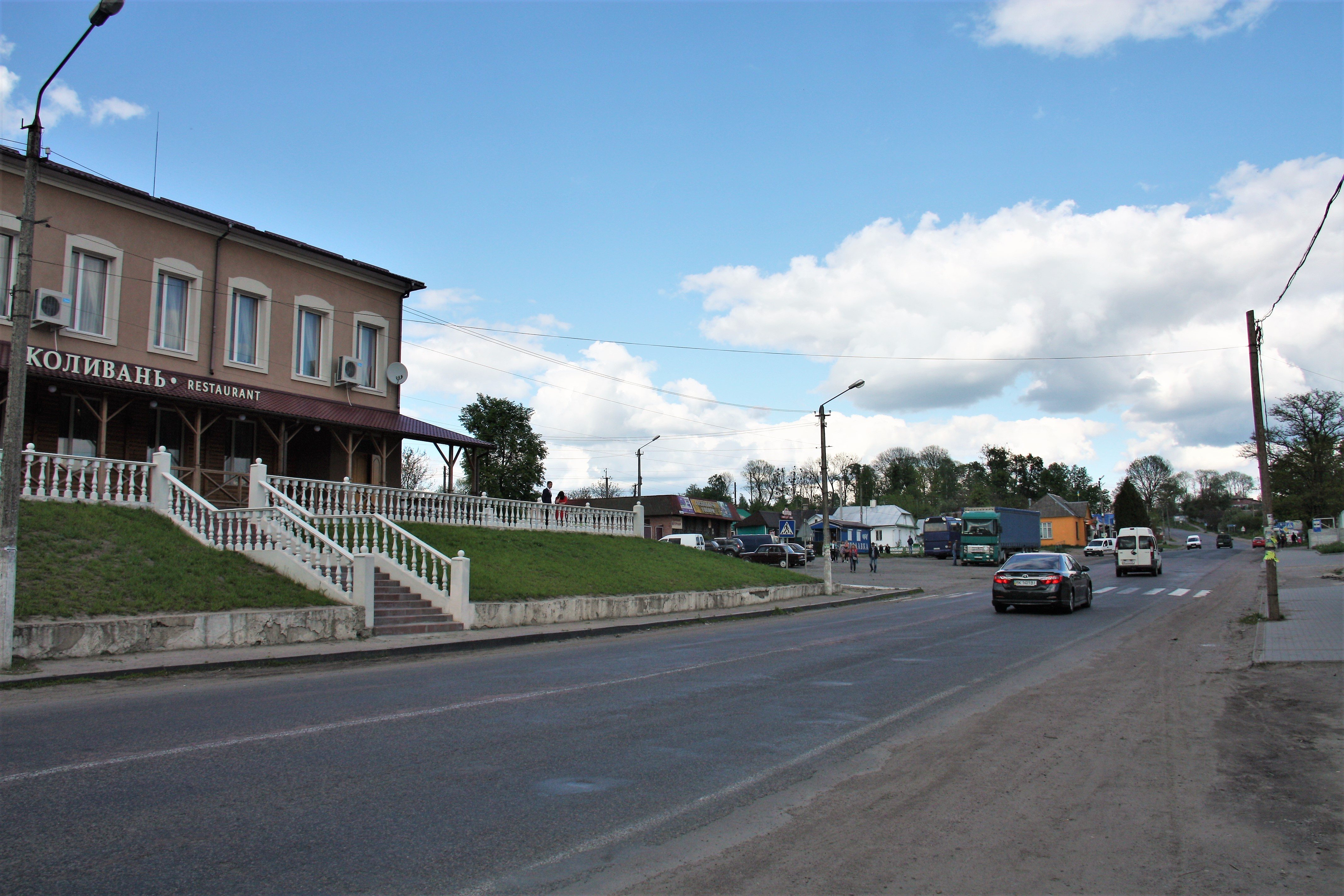
Straße im Ort

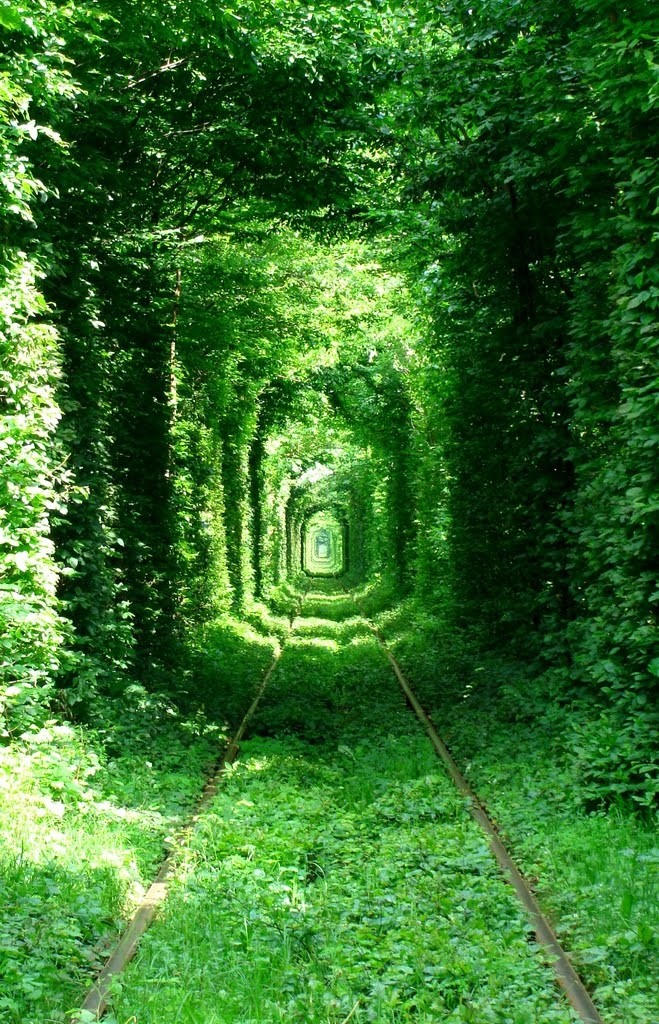
Liebestunnel in Klewan

## Geschichte
Die Siedlung entstand vermutlich im 12. Jahrhundert und wuchs vor allem im 15. Jahrhundert um ein Schloss des polnischen Fürstengeschlechts Czartoryski. Bis zur Dritten Teilung des Königreichs Polen 1795 gehörte Klewan zur polnischen Woiwodschaft Wolhynien. Danach wurde die Siedlung Teil des neu geschaffenen Gouvernements Wolhynien des Russischen Reichs.
Nach der Wiedererlangung der polnischen Unabhängigkeit und dem Ende des Polnisch-Sowjetischen Krieges gelangte Klewan 1921 an die Republik Polen und lag hier in der Woiwodschaft Wolhynien, Powiat Równe, Gmina Klewań. Nach Ausbruch des Zweiten Weltkriegs wurde die Siedlung 1939 im Zuge der Besetzung Ostpolens durch die Rote Armee in die Sowjetunion eingegliedert. Aus dieser Zeit stammt auch ihre Verwaltungsklassifizierung. Während des Zweiten Weltkrieges wurde Klewan zwischen 1941 und 1944 von der Wehrmacht besetzt. In dieser Zeit wurde auch die aus dem 19. Jahrhundert stammende Große Synagoge schwer beschädigt. Nach Ende der Kriegshandlungen kam die Siedlung erneut zur Sowjetunion und gehört seit 1991 zur selbständigen Ukraine.

## Verwaltungsgliederung
Am 8. August 2017 wurde die Siedlung zum Zentrum der neugegründeten Siedlungsgemeinde Klewan (Клеванська селищна громада Klewanska selyschtschna hromada). Zu dieser zählte auch noch die Siedlung städtischen Typs Orschiw, bis dahin bildete die Siedlung die gleichnamige Siedlungsratsgemeinde Klewan (Клеванська селищна рада/Klewanska selyschtschna rada) im Nordwesten des Rajons Riwne.
Am 12. Juni 2020 kamen noch die 4 in der untenstehenden Tabelle aufgelisteten Dörfer zum Gemeindegebiet.
Folgende Orte sind neben dem Hauptort Klewan Teil der Gemeinde:
| Name                     | Name        | Name                         | Name        | Name |
| ukrainisch transkribiert | ukrainisch  | russisch                     | polnisch    |      |
| ------------------------ | ----------- | ---------------------------- | ----------- | ---- |
| Motschulky               | Мочулки     | Мочулки (Motschulki)         | Moczułky    |      |
| Orschiw                  | Оржів       | Оржев (Orschew)              | Orzew       |      |
| Ruda-Krasna              | Руда-Красна | Руда-Красная (Ruda-Krasnaja) | Ruda Krasna |      |
| Schobryn                 | Жобрин      | Жобрин (Schobrin)            | Źobryń      |      |
| Uhlyschtsche             | Углище      | Углище (Uglischtsche)        | Uhliszcze   |      |

## Verkehr
Klewan liegt an der Bahnstrecke Kowel–Kosjatyn. Hier zweigt die Stichbahn Klewan–Orschiw ab.

## Sehenswürdigkeiten
- Klewan ist vor allem wegen des sogenannten Liebestunnels bekannt, eines Pseudonyms für die Bahnstrecke Klewan–Orschiw. Diese in einen dicht bewachsenen Laubwald gelegte Eisenbahnstrecke wird nur im Güterverkehr und selten befahren. Der Wald hat einen grünen Tunnel über die Strecke gewölbt. Verliebte Paare nutzen sie für Spaziergänge und als Fotomotiv.

- Ruine des Schlosses der Familie Czartoryski.[4]
- Kloster Klewan.[5]

## Persönlichkeiten
- Kazimierz Florian Czartoryski (1620–1674), römisch-katholischer Geistlicher, Erzbischof von Gnesen